# موزه آقاخان
موزه آقاخان (به انگلیسی: Aga Khan Museum) موزه‌ای در زمینه هنر و فرهنگ اسلامی واقع در تورنتو، کانادا، است. این موزه توسط تراست آقاخان برای فرهنگ – که خود بخشی از شبکه توسعه آقاخان است – سرمایه‌دهی شده و شامل آثار هنری شاخص و میراث فرهنگی تمدن‌های اسلامی به‌ویژه ایران است. این آثار از مجموعه شخصی کریم آقاخان (چهل و نهمین امام مسلمانان شیعه اسماعیلی)، مؤسسه مطالعات اسماعیلی، و مجموعه شخصی شاهزاده صدرالدین آقاخان، عموی شاهزاده کریم آقاخان، گردآوری شده‌اند و نمایانگر پیشرفت‌های مسلمانان در زمینه‌های گوناگون هنری و علمی در طول تاریخ هستند.

موزه و مرکز اسلام اسماعیلی مجاور آن، در زمینی به مساحت تقریبی ۷ هکتار و با هزینه ۳۰۰ میلیون دلار کانادا بنا شده و هدف آن جذب بازدیدکننده تا مرز ۲۵۰ هزار نفر در سال است.
مشابه موزه‌های دیگری که عنوان هنر اسلامی را بر خود دارند در موزه آقاخان نیز بیشتر آثار را هنرمندان ایرانی آفریده‌اند.
معماری بنای موزه توسط فومیهیکو ماکی، معمار سرشناس ژاپنی، انجام شد.

## آثار برجسته

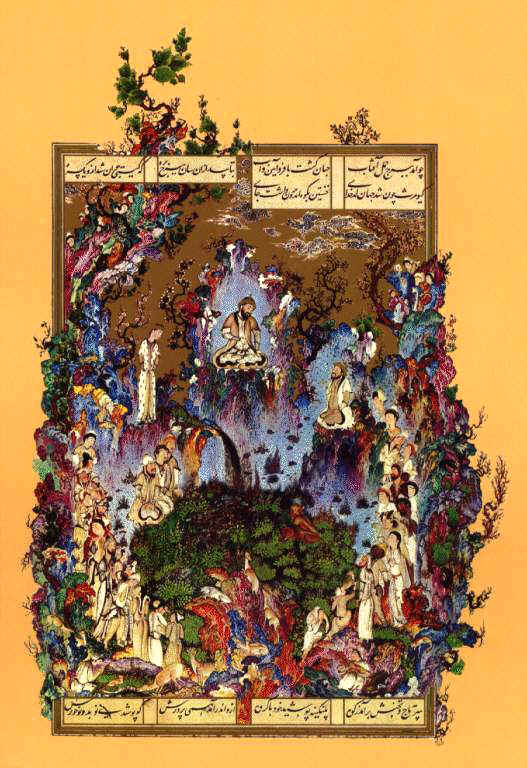
برگی از شاهنامه طهماسبی
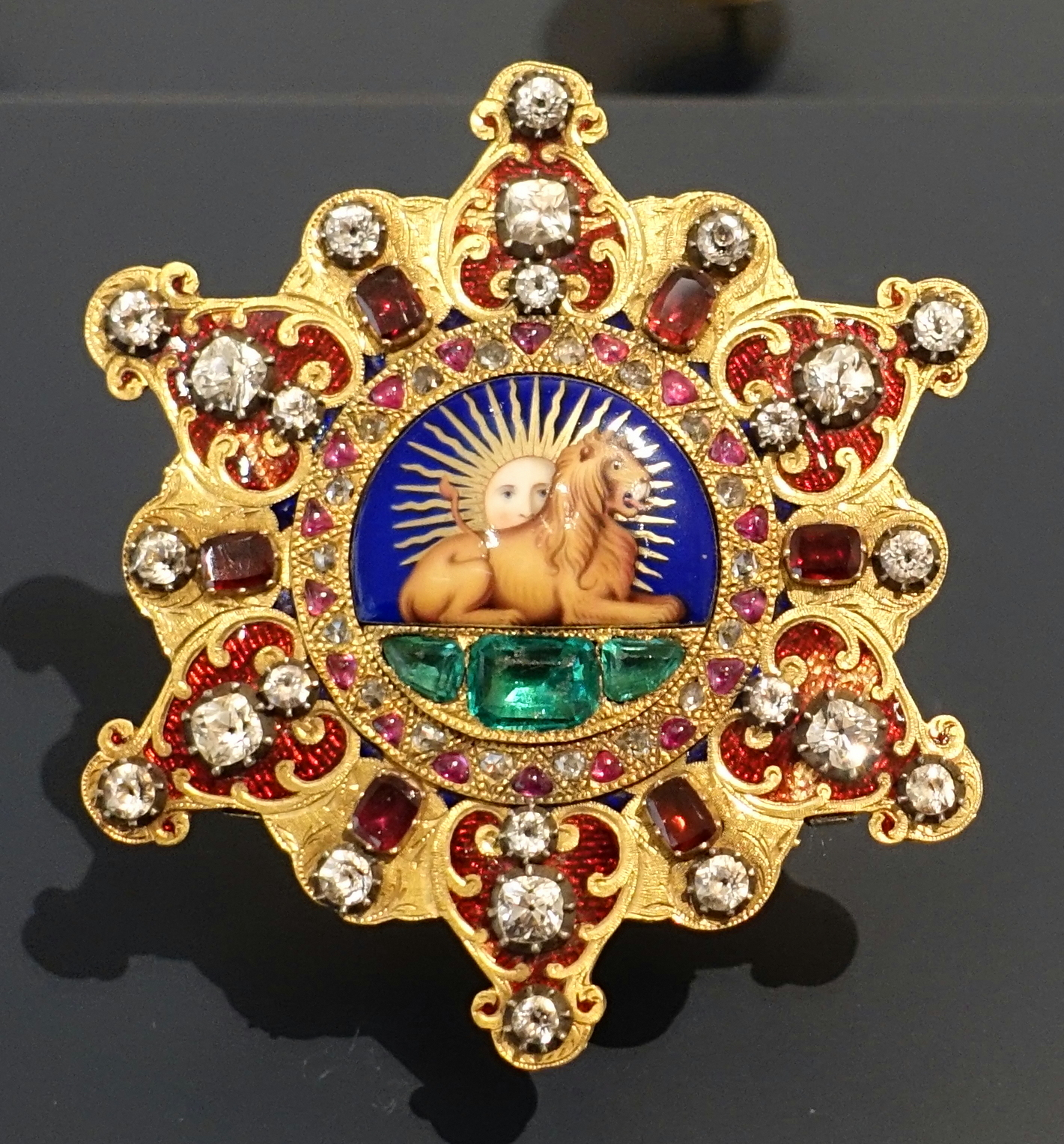
نشان جواهرنشان شیر و خورشید، احتمالاً متعلق به یکی از شاهان قاجار
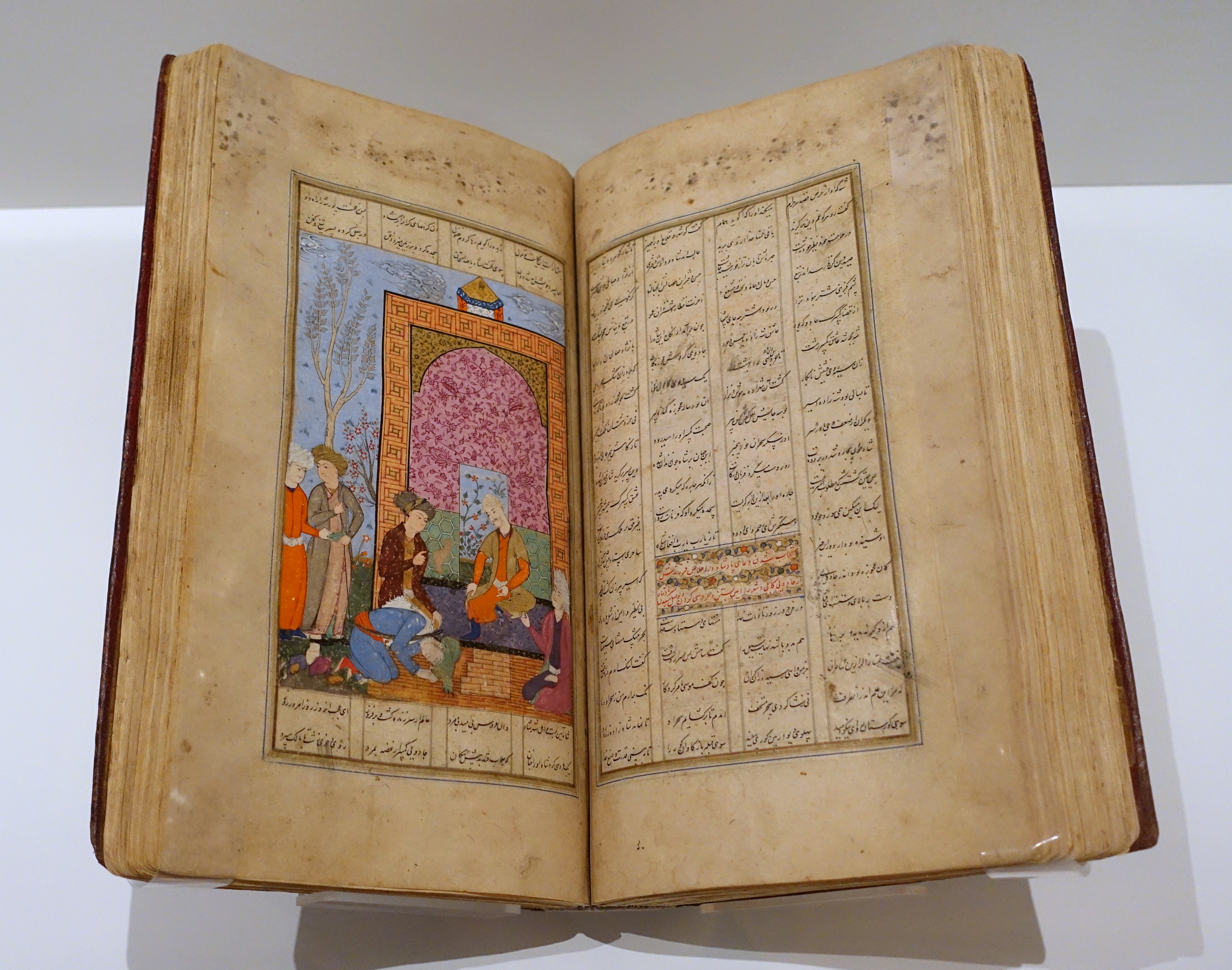
نسخه‌ای خطی از مثنوی معنوی
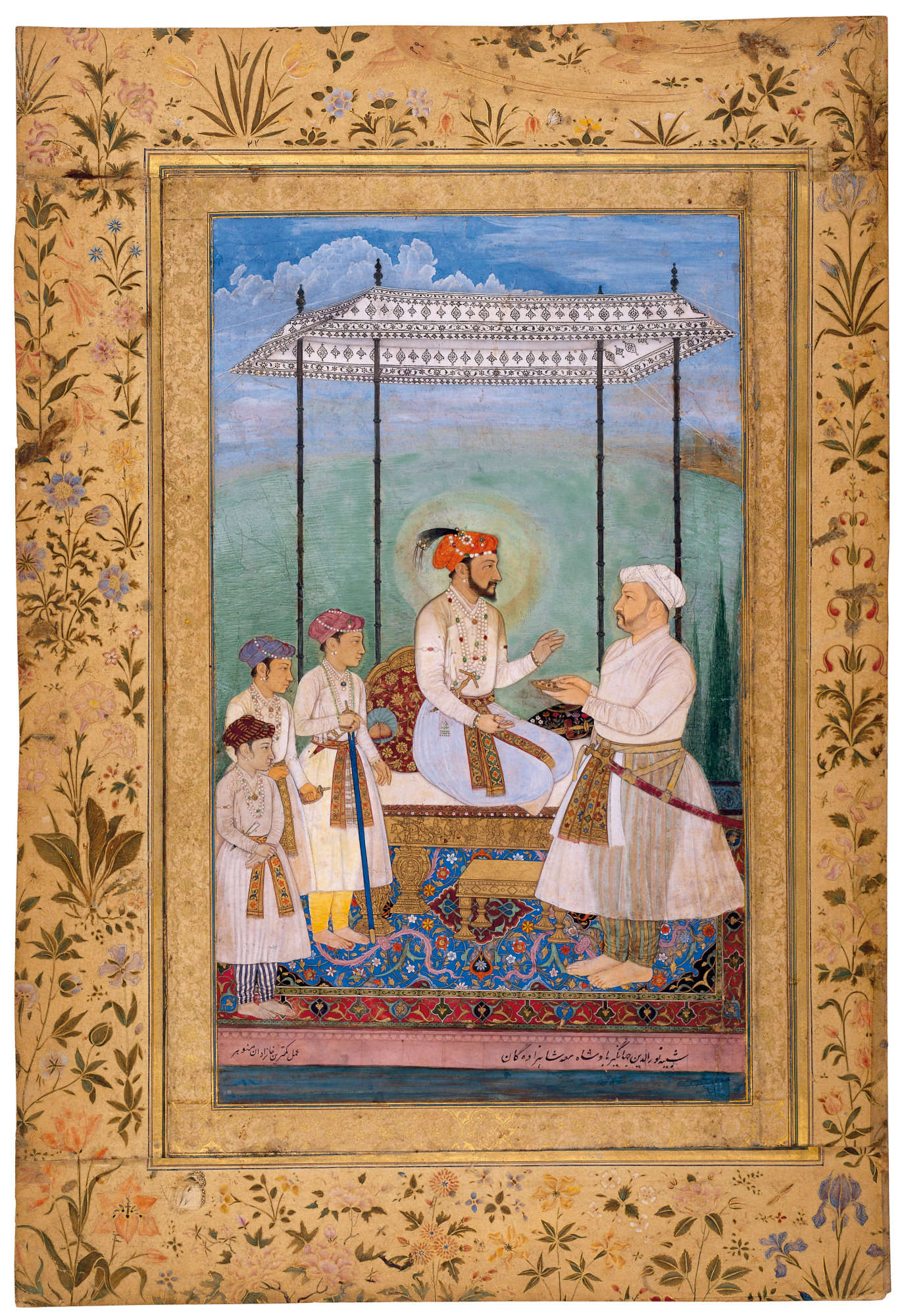
شاه جهان و شازده‌های جوان اثر مانوهار داس اوایل سده ۱۷ م.
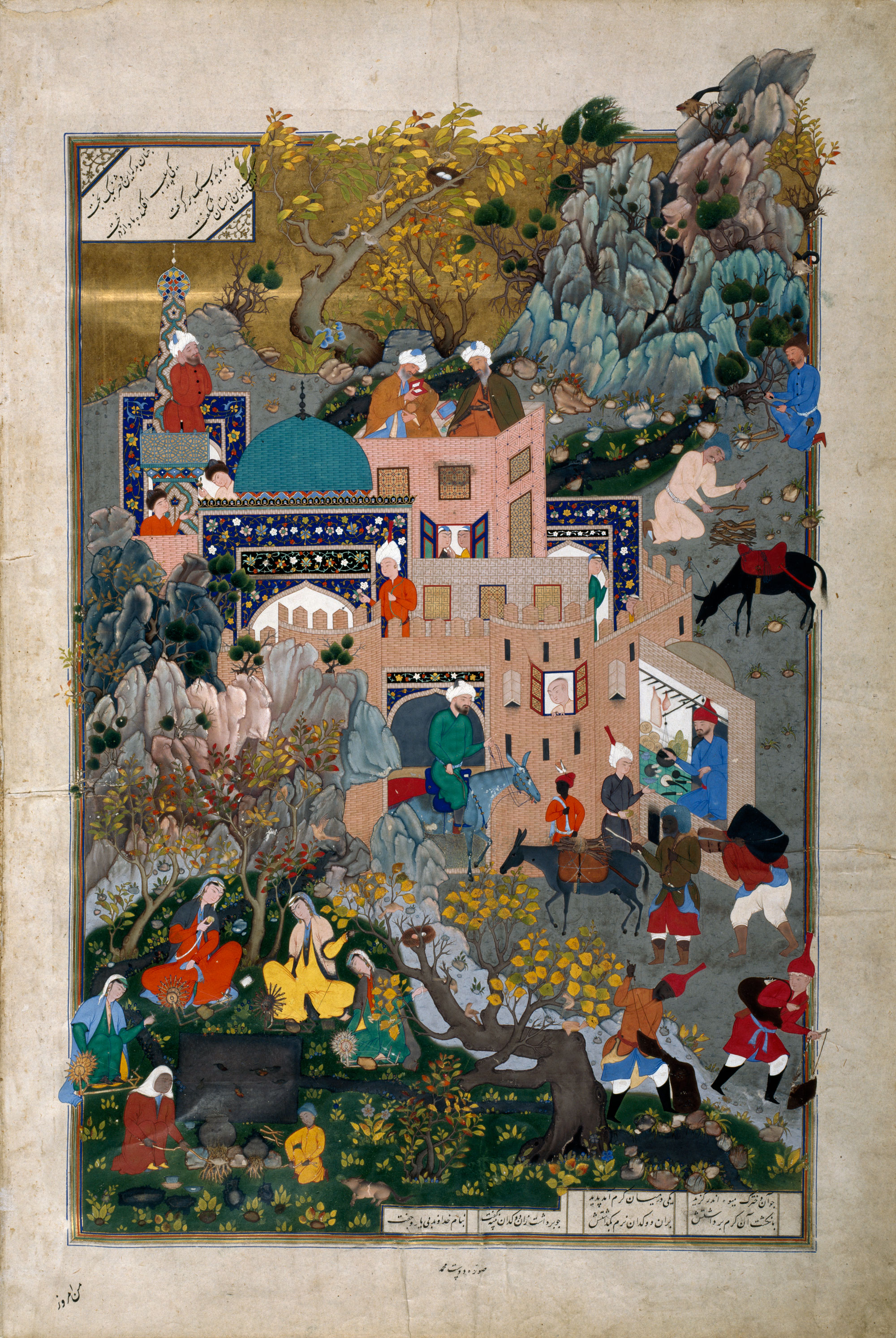
برگی از شاهنامه طهماسبی، اثر دوست‌محمد که به داستان هفتواد پرداخته‌است.
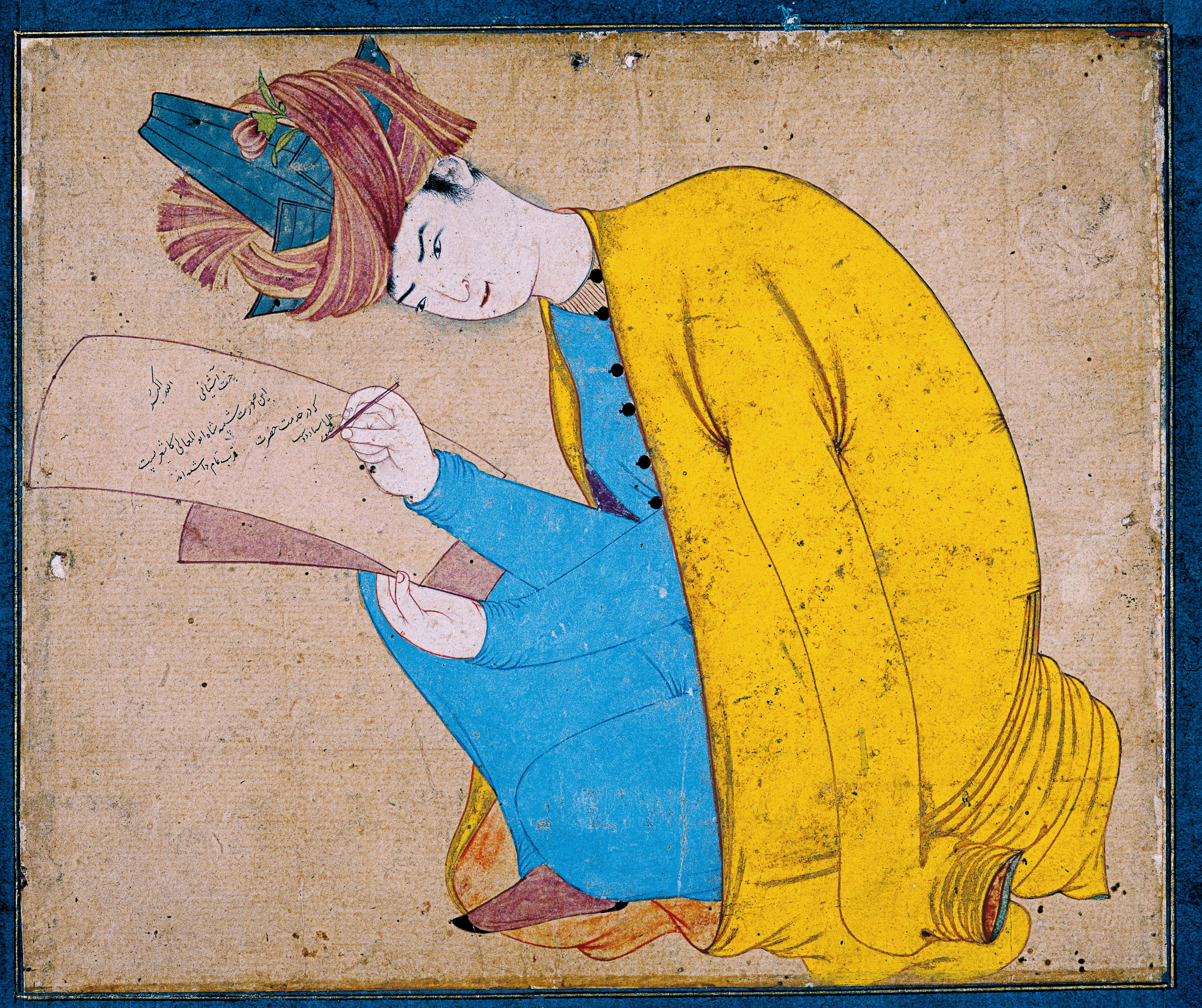
پُرتره‌ای از شاه عبدالمعالی، اثر دوست‌محمد به سال ۱۵۵۶ م.